# Ид Лейнстерский
Ид Лейнстерский (V век) — святой. День памяти — 14 июля.
Святой Ид (Idus of Leinster) был учеником святого Патрика, который его крестил и поставил епископом в Алт-Фада (Ат-Фадо) (Alt-Fadha, Ath-Fado) в Лейнстере. К нему часто обращаются в старо-ирландских молитвах, связанных с именем св. Молинга (Moling).